# Alaska SeaLife Center
L'Alaska SeaLife Center è un acquario statunitense, istituito nel 1998, nella città di Seward, in Alaska.

## Storia
Questo acquario pubblico è stato realizzato con il denaro (56 milioni di dollari) del risarcimento ricevuto a seguito del riversamento di greggio dalla petroliera Exxon Valdez nello stretto di Prince William nel marzo del 1989.

## Descrizione
L'acquario consiste in un'unica struttura dedicata alle scienze marine con particolare attenzione alle acque fredde dell'emisfero occidentale. Le attività del museo si dividono in due direzioni: (1) centro di ricerca e formazione (il SeaLife Center è affiliato con l'University of Alaska Fairbanks e collabora con numerosi centri statali, federali, agenzie internazionali e università nel settore marino) e (2) centro di riabilitazione per gli animali marini feriti (unica struttura del genere in Alska). Oltre all'acquario vero e proprio è possibile visitare anche i laboratori.

## Le esposizioni
Le mostre pubbliche del Centro includono tra le altre cose una vasca tattile dove i visitatori possono toccare piccoli organismi marini come stelle marine e ricci di mare in una piscina poco profonda, una grotta per numerosi uccelli marini e varie vasche. Ci sono anche mostre dei più importanti pesci alimentari dell'Alaska, come il salmone, halibut, granchio reale e sablefish. Notevoli sono le vasche a due piani dove si possono osservare diversi uccelli marini (Pulcinella di mare) che si tuffano in profondità per procurasi il cibo. Altri animali presenti sono foche, leoni marini, oltre a vari tipi di pesci e molluschi. Si trova esposto anche un calamaro gigante.
Una piattaforma di osservazione all'aperto permette di osservare i salmoni mentre a fatica risalgono un corso d'acqua.
Con regolarità vengono tentute mostre sul disastro ecologico della Exxon o altre ("Alaska Waters Gallery").

## Alcune immagini dell'acquario

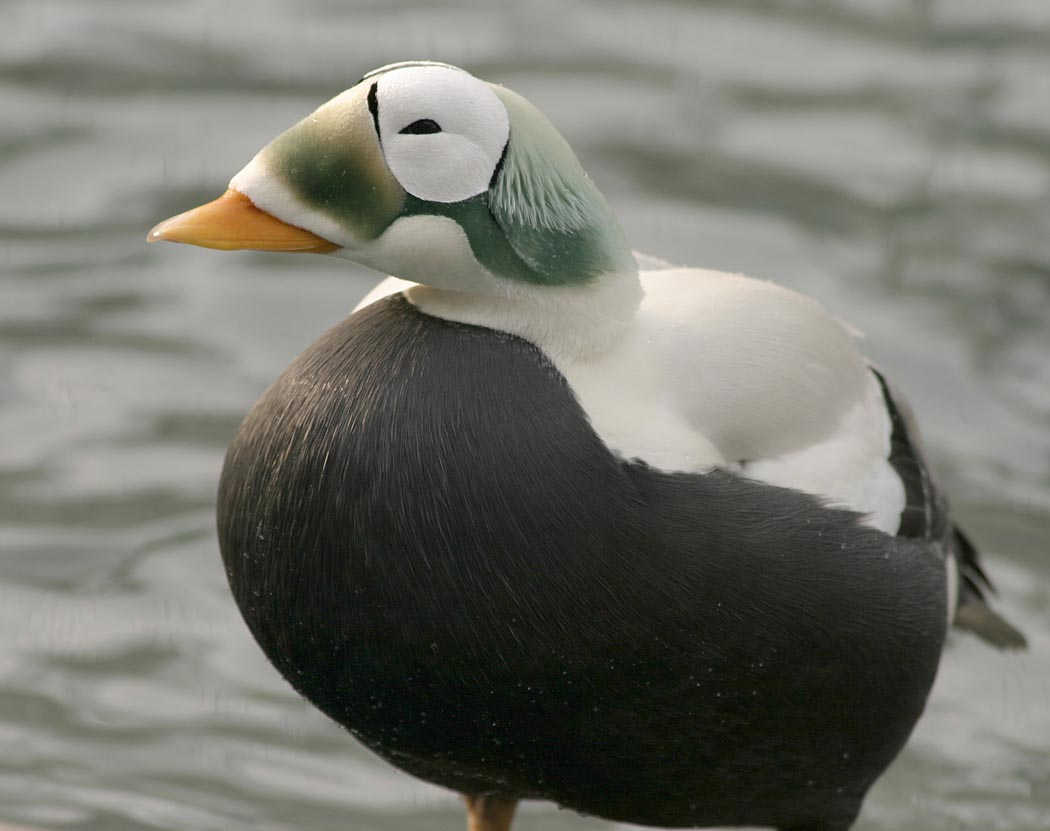
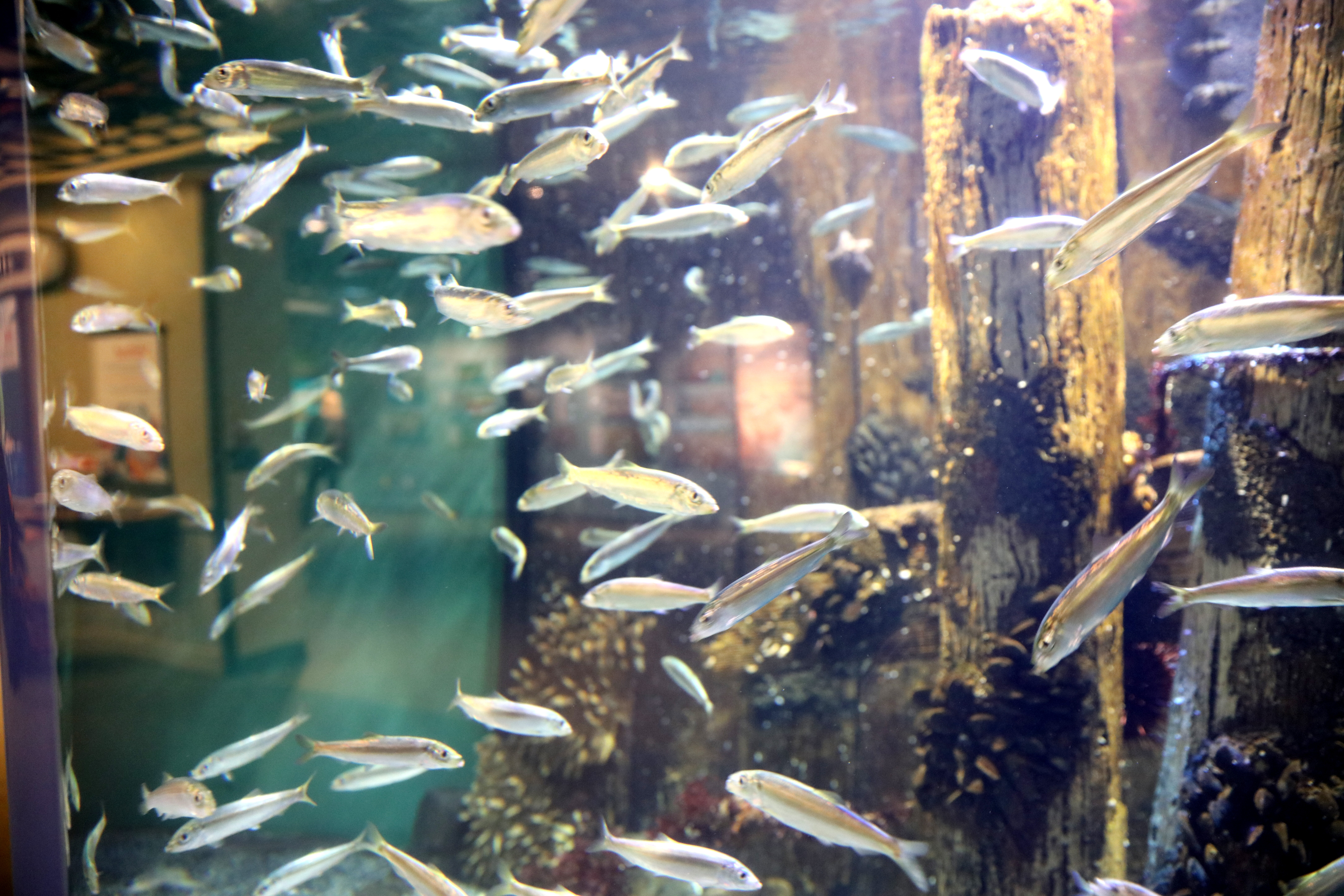
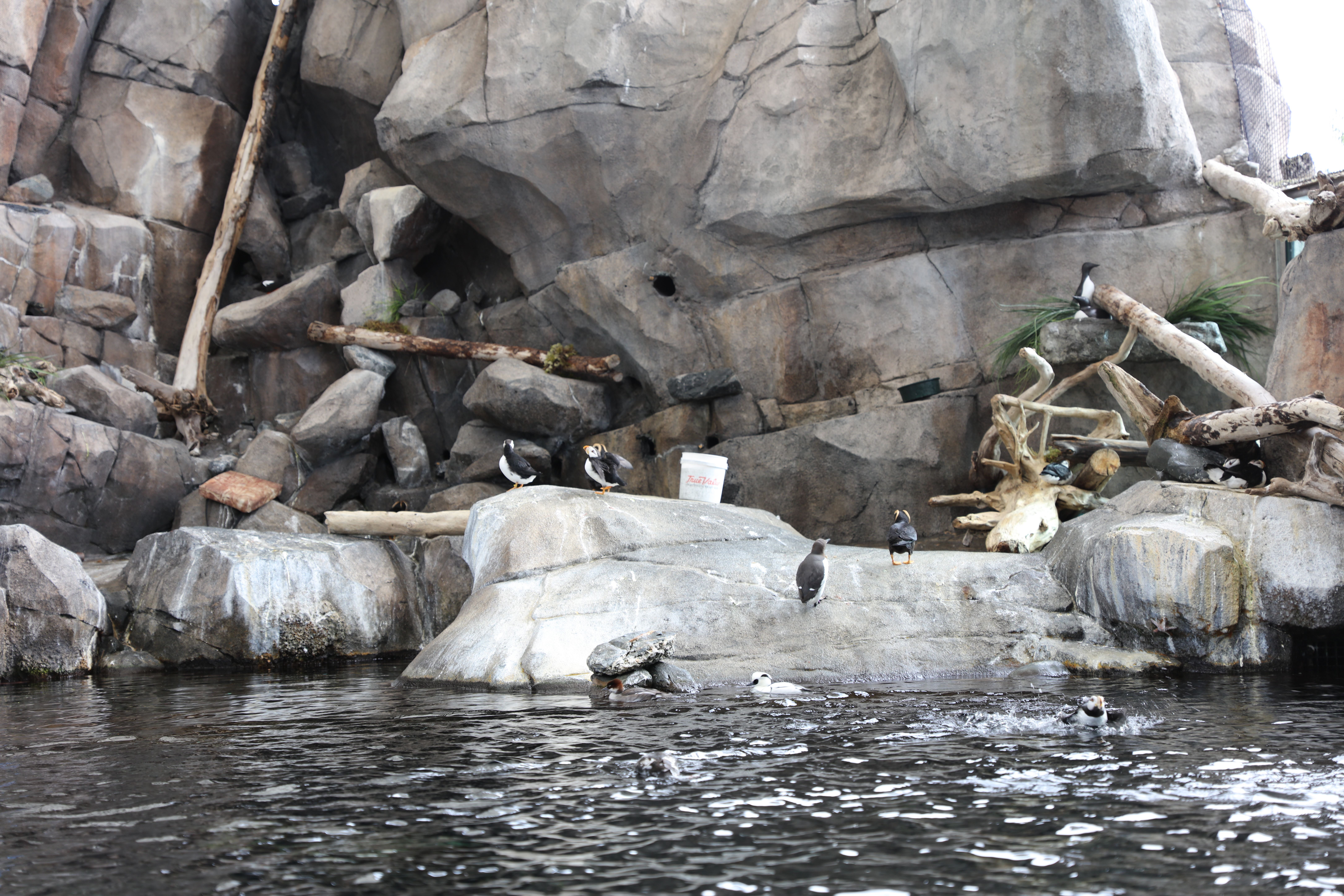
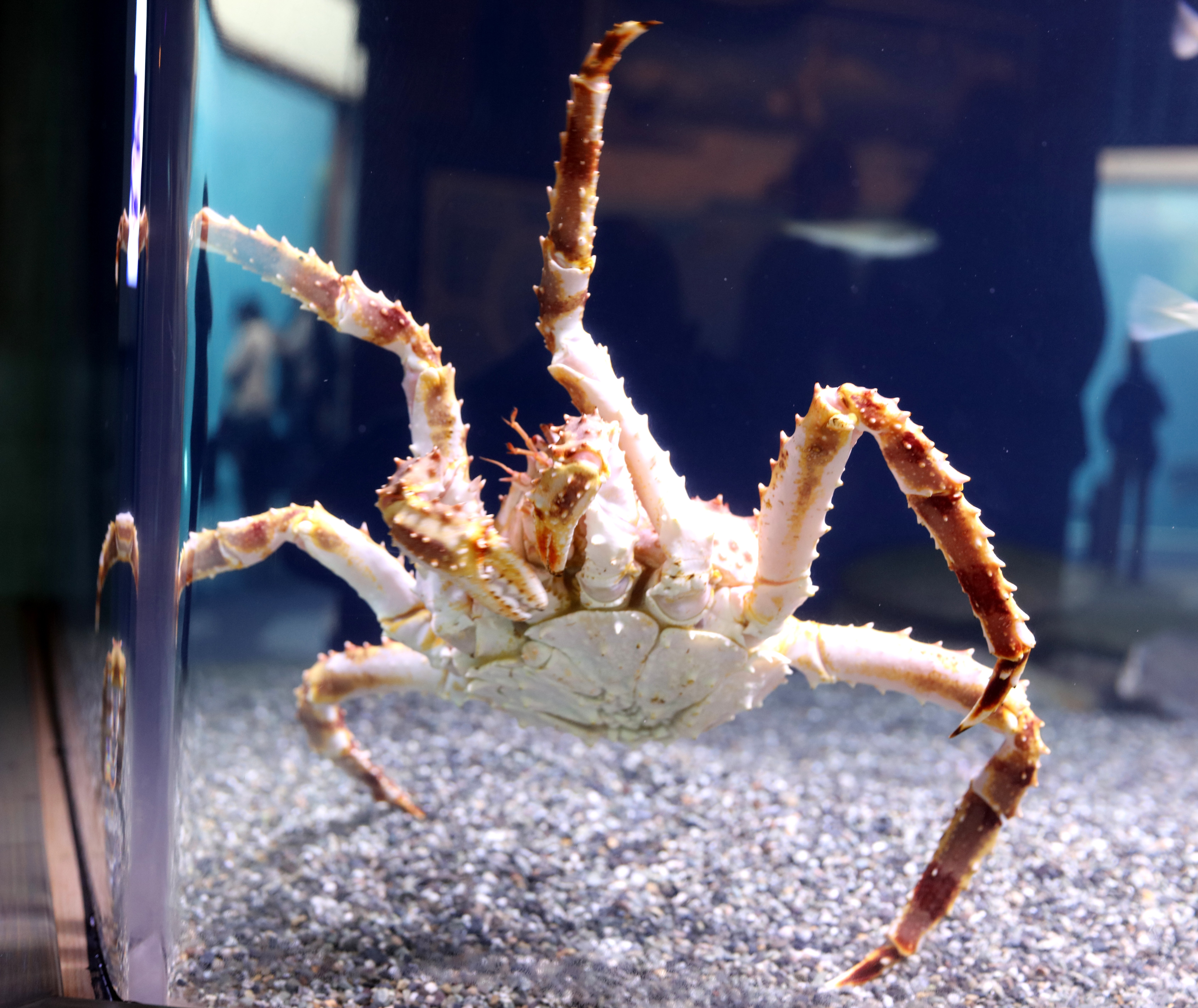
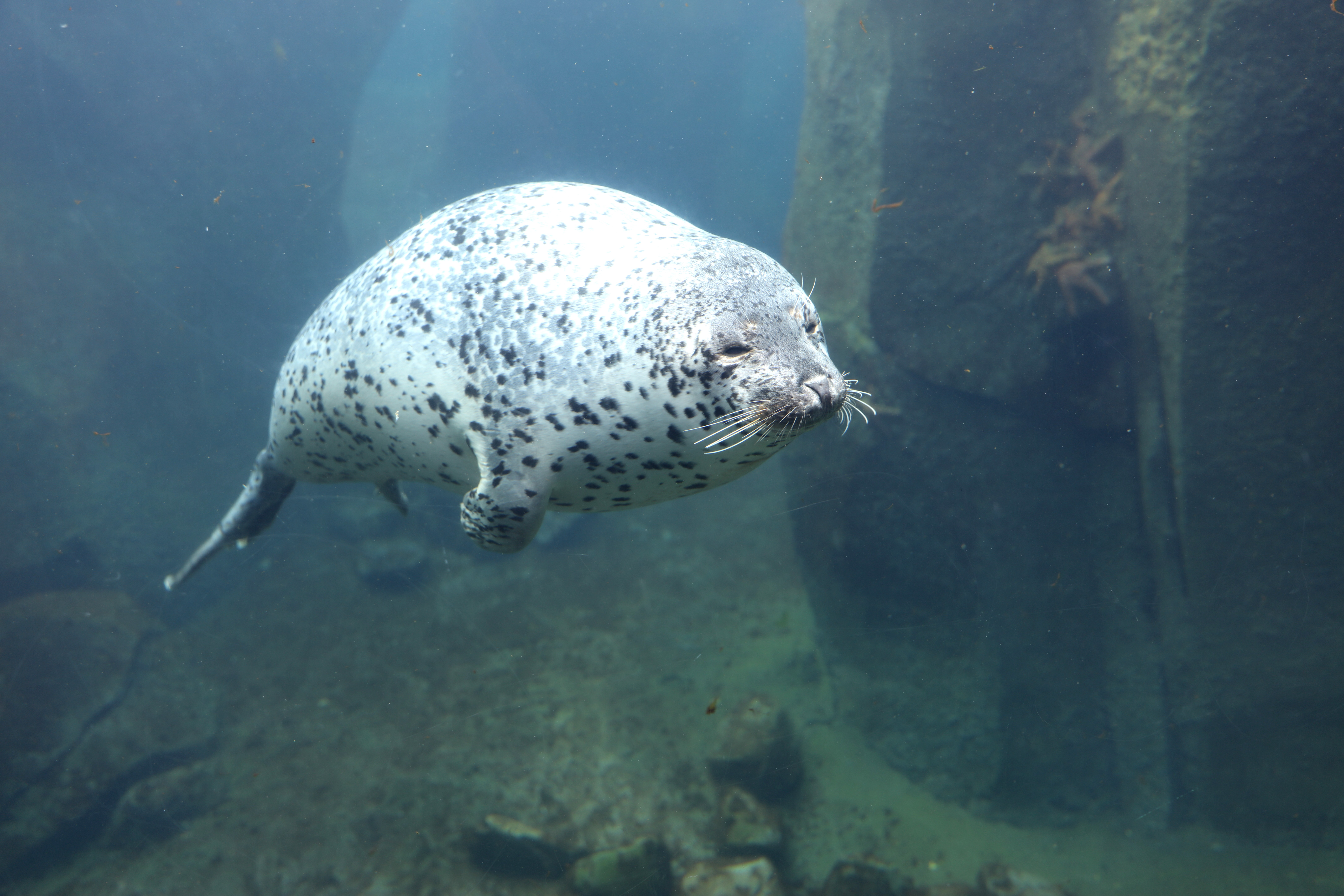
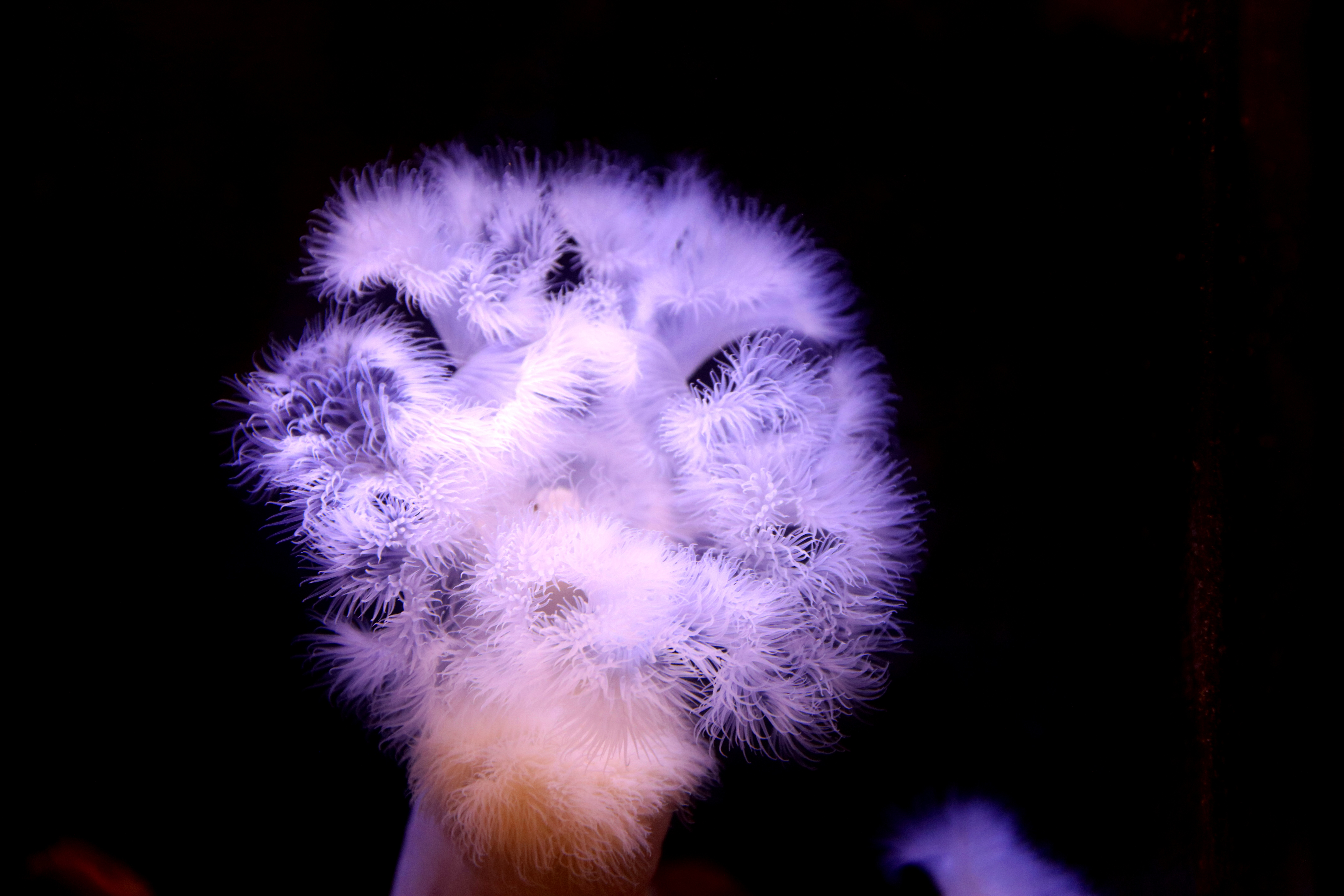
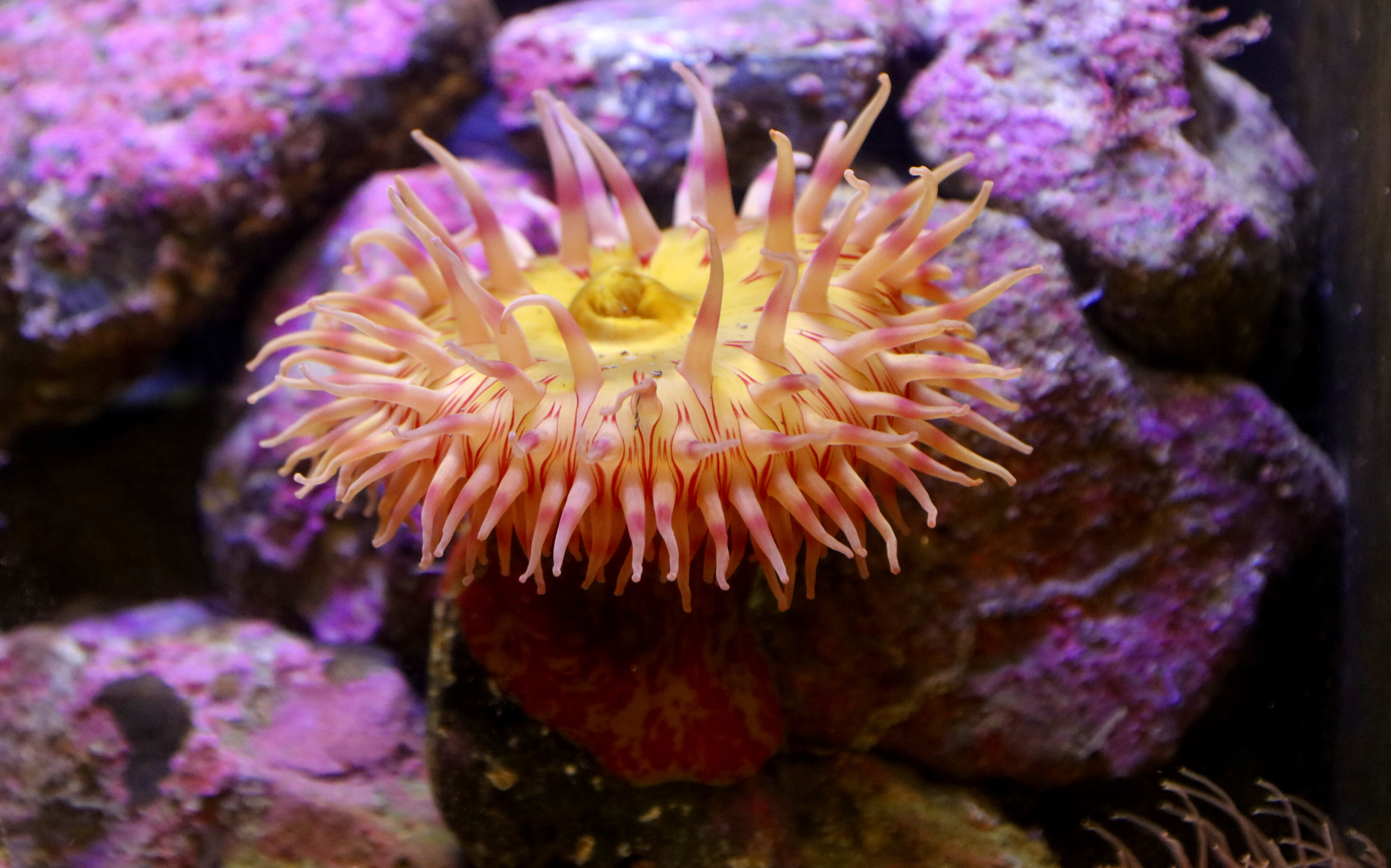
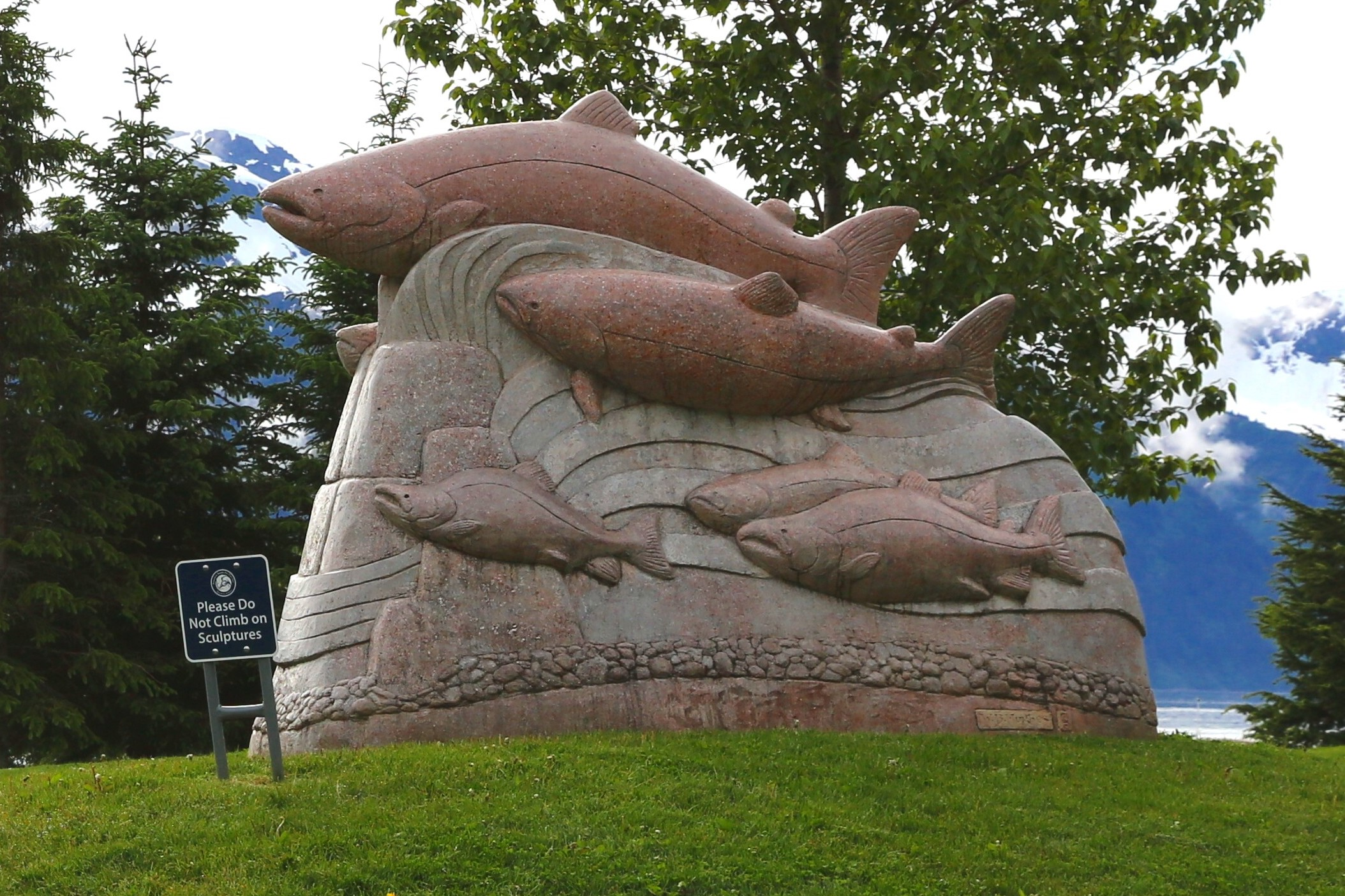
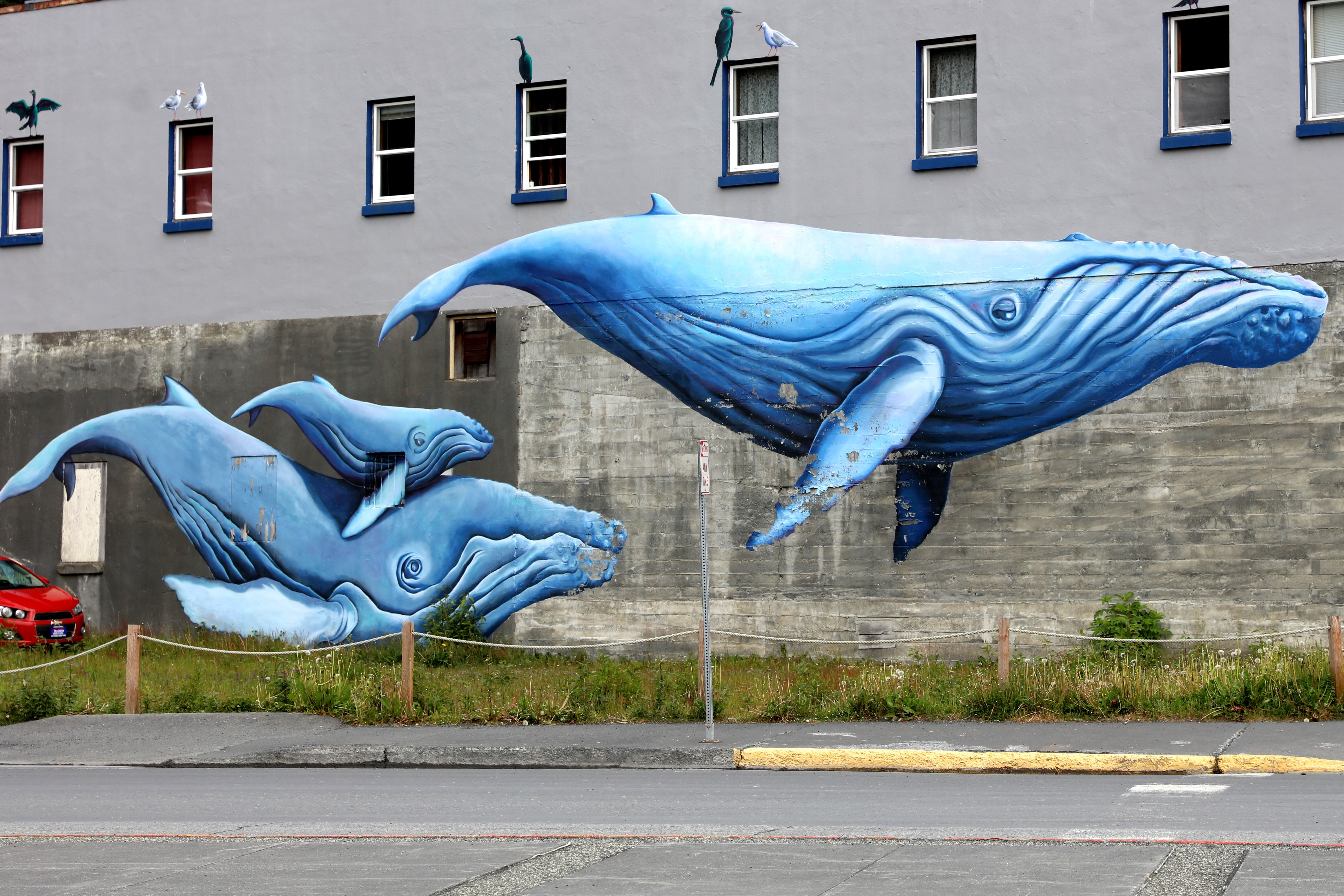
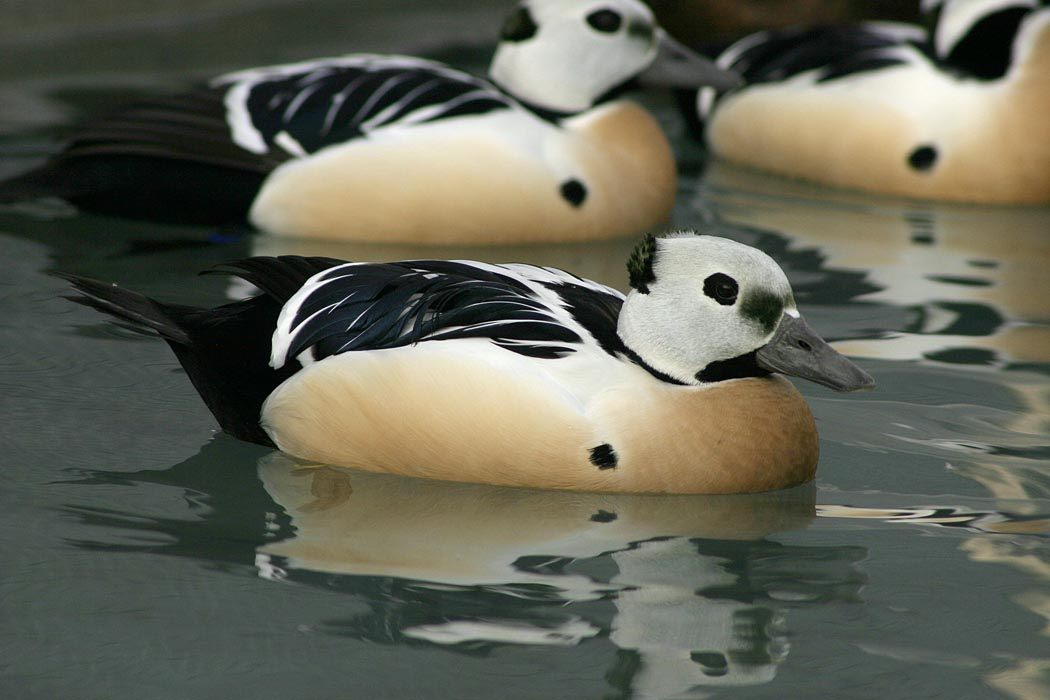
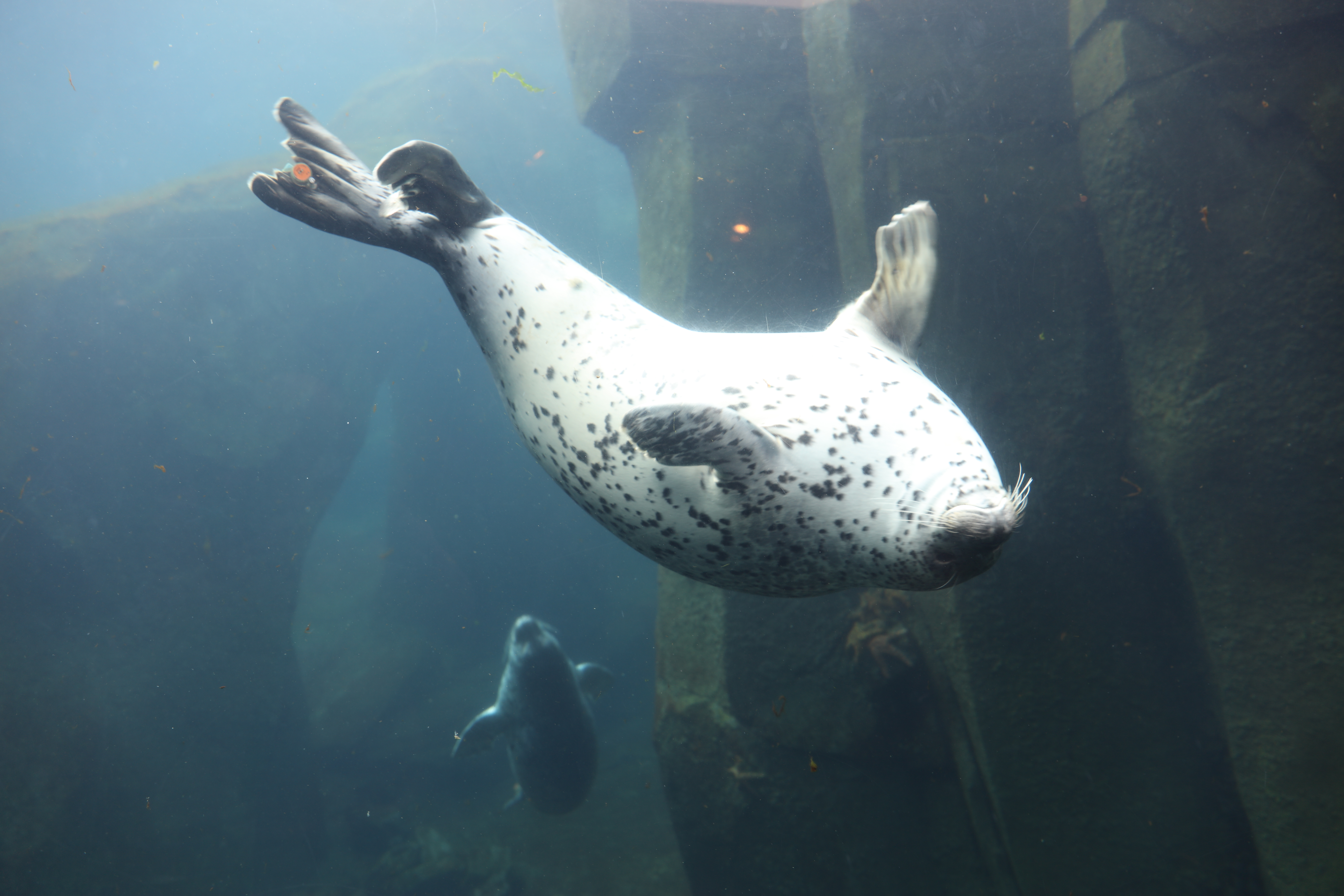
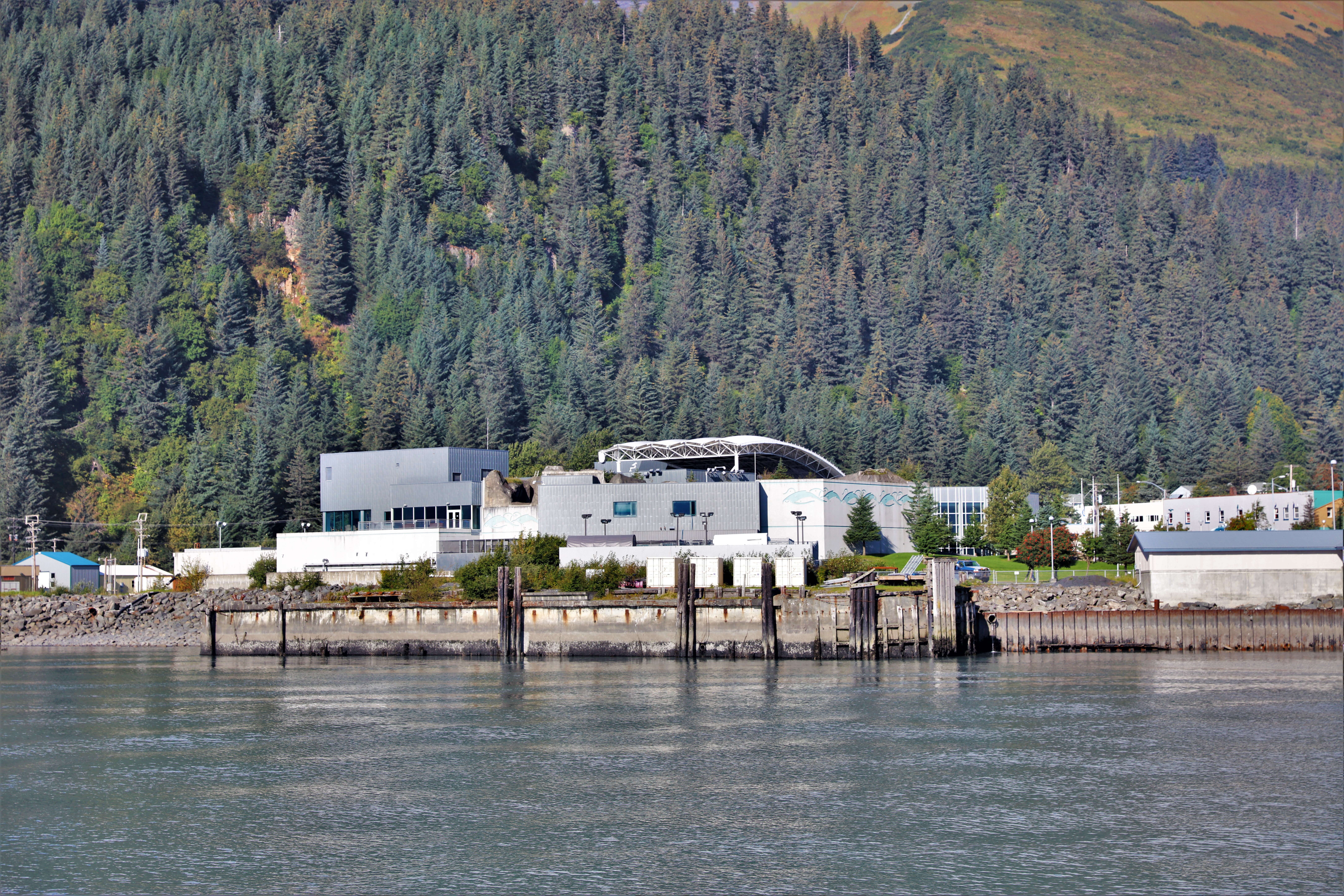
Il Centro visto dalla Resurrection Bay